# Farnell Morisset
Pour les articles homonymes, voir Morisset.
 (novembre 2024).
Il peut être nécessaire de l'améliorer pour respecter le principe de neutralité de point de vue. Veuillez consulter la page de discussion pour plus de détails.

Farnell Morisset, né le 27 janvier 1988 à Québec, est un ingénieur (membre de l'Ordre des ingénieurs du Québec), avocat (membre du Barreau de New York), et diplômé de la London School of Economics québécois.  Il est actif dans l'éducation et la vulgarisation de sujets d'intérêt civiques sur les médias sociaux et traditionnels.

## Biographie
Farnell Morisset est né à Québec le 27 janvier 1988 et a déménagé avec sa famille à Sainte-Pétronille-de-l'Île-d'Orléans à l'âge d'un an, où il vécut son enfance dans une famille bilingue anglais-français. Sa mère est d'ascendance irlandaise.
Il a complété son éducation primaire et secondaire en anglais à Québec, où il s'est distingué par son excellence académique. Il a été major de la promotion au Québec High School (QHS), où il a également siégé au conseil d'administration en tant que vice-président externe, puis président. 
Au Cégep Champlain St. Lawrence, il a étudié en sciences et s'est mérité des citations d'excellence en anglais et en chimie, ainsi qu'une reconnaissance pour son implication communautaire.
Après le cégep, il a poursuivi des études en génie civil à l'Université Laval. Cette transition marqua un défi particulier, car il devait désormais apprendre à maîtriser le français comme langue principale dans son parcours académique, alors que l'anglais avait jusque-là été la langue de son éducation. Malgré cela, il s'est impliqué activement dans la vie étudiante, occupant des rôles tels que vice-président exécutif du conseil des étudiants en génie civil, administrateur de l'Association des étudiants en sciences et génie et représentant de la CADEUL. Il a également participé à des projets comme l'équipe de canoë de béton de l'université.
Il a ensuite étudié en droit à l'Université McGill, obtenant en même temps une mineure en économie. Il a travaillé cinq ans aux bureaux de New York d'un cabinet d'avocats en droit des affaires, puis a quitté pour une maîtrise à la London School of Economics,.

## Implication médiatique
Depuis 2021, Farnell Morisset publie des capsules vidéo de quelques minutes sur ses différentes plateformes de médias sociaux, notamment TikTok, Instagram, et Facebook, où il cumule plus de 120 000 abonnés. Ses sujets touchent surtout le droit, l'économie, et l'actualité politique québécoise et canadienne. Il s'intéresse particulièrement au rôle des médias traditionnels et sociaux dans le partage d'information, d'opinions, et comme moyen d'influence sur l'opinion publique, s'était notamment déjà dit « terrifié » par la perte de confiance dans les médias d'information que lui accordent certains de ses abonnés.
Hors des médias sociaux, Farnell Morisset est chroniqueur et contributeur à plusieurs plateformes médiatiques du Québec, dont l'émission Rej against le matin à BLVD102,1 FM à Québec, l'émission Ça va aller loin avec Geneviève Petterson au 98,5FM à Montréal, l'émission Côte-à-côte à ICI Première Côte-Nord, et le magazine web URBANIA.
En 2025, il rejoint l'agence Valides, qui représente des créateurs de contenu. La même année, il est sélectionné par TikTok dans l'initiative Francophone Visionary Voices 2025, qui met en valeur des créateurs franco-canadiens actifs sur la plateforme.